# 拉维卢埃尼亚
拉维卢埃尼亚，是西班牙阿拉贡自治区萨拉戈萨省的一个市镇。 总面积9平方公里，总人口92人（2001年），人口密度10人/平方公里。